# Campina
Campina GmbH & Co. KG — международная партнёрская компания, работающая в области производства молочных потребительских продуктов и новейших ингредиентов для пищевой и фармацевтической промышленности. Компания была образована в 1996 году из «Зюдмильхь АГ» (Südmilch AG, АО «Южное молоко»). В декабре 2008 года компании Campina и Royal Frieslands Foods объединились в одну компанию FrieslandCampina.

## Деятельность
Компания занимает на молочном рынке лидирующее положение, используя такие бренды, как Campina, Landliebe и Mona. Группа производства ингредиентов с международным отделением DMV успешно сотрудничает среди прочих с компаниями, осуществляющими деятельность в области пищевой и фармацевтической промышленности.
Штат компании насчитывает около 7000 сотрудников, в том числе около 2200 подчиняются центральному офису в Неккаргартахе (Хайльбронн). Ежегодный оборот достигает 3,5 миллиардов евро. Годовое потребление молока в 2004 году составило 1,4 млрд литров.

### Campina в России
С 1998 года компания выпускает стерилизованное молоко на молочном заводе в подмосковном Ступино. В 2000 году там же Campina открыла завод по производству йогуртов. 
С сентября 2021 года молочный концерн Ehrmann является владельцем российского бизнеса FrieslandCampina.